# Virilastacus araucanius
Virilastacus araucanius е вид десетоного от семейство Parastacidae.

## Разпространение и местообитание
Видът е разпространен в Чили.
Обитава сладководни басейни и потоци.